# Танзеда
Танзеда — река в России, протекает по Ямало-Ненецкому АО. Устье реки находится в 74 км по правому берегу протоки Хамбияха, впадающей в Надым в 97 км от устья. Длина реки составляет 110 км, площадь водосборного бассейна — 1170 км². В 32 км от устья справа впадает река Тунгусъяха.

## Данные водного реестра
По данным государственного водного реестра России относится к Нижнеобскому бассейновому округу, водохозяйственный участок реки — Надым. Речной бассейн реки — Надым.
Код объекта в государственном водном реестре — 15030000112115300051092.